# 2023年埃马纽埃尔·马克龙访问中华人民共和国
2023年埃马纽埃尔·马克龙访问中华人民共和国是指法国总统埃马纽埃尔·马克龙在2023年4月5日至7日对中华人民共和国的访问。这是马克龙在2019冠状病毒病疫情爆发后首次访问中华人民共和国。同時，这也是马克龙在2017年上任后第三次访问该国。马克龙会见了在当地的法国企业家。除此之外，他还和中共中央总书记、中华人民共和国主席习近平以及欧盟委员会主席乌尔苏拉·冯德莱恩探讨了包括俄罗斯入侵乌克兰等问题。

## 背景
马克龙曾在2018年1月和2019年11月访问中华人民共和国。首次访问期间，马克龙和习近平签署了多个领域的合作文件。马克龙在第二次访问期间参加了在上海举办的中国国际进口博览会。之后，马克龙前往北京和习会面。2020年，中华人民共和国国新冠病毒而关闭边境，并实施了严格的出入境限制以及清零政策。此措施阻碍了外国游客来到中华人民共和国，影响了该国的旅游业。

## 访问

### 北京
除了法国总统马克龙外，前法国总理让-皮埃尔·拉法兰、法国宪法委员会主席洛朗·法比尤斯、一些部长、议员和60多位大企业负责人、20多位文化界人士等也将陪同出访。4月6日，马克龙在人民大会堂和习近平会面。之后，又和上任不久的中华人民共和国国务院总理李强会面。李强表示愿意加强中法全面战略伙伴关系，马克龙则回复愿意将中法关系回到新冠疫情前，并加强经贸、农业、航空、金融、核能、创新、旅游、人文等领域合作。
文化交流方面，法国邀请了让-雅克·阿诺导演、电子音乐艺术家让-米歇尔·雅尔和其新加坡籍妻子巩俐。马克龙来到北京后参加参加第17届“中法文化之春”艺术节开幕式，并和中华人民共和国演员黄渤同台亮相。

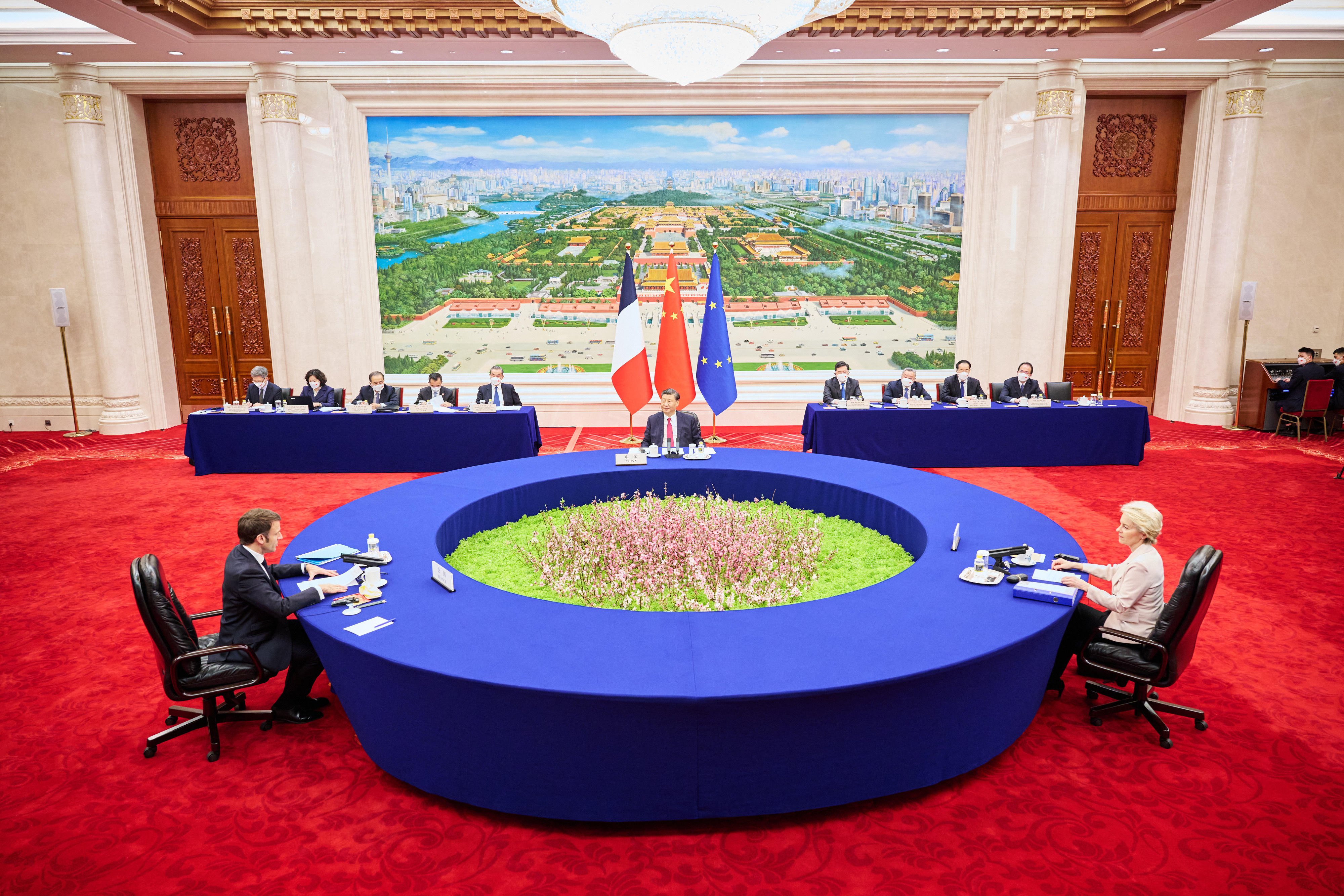
在人民大会堂举行的中法欧会谈

和马克龙同期到访的欧盟委员会主席乌尔苏拉·冯德莱恩遭受到了中华人民共和国的冷遇。4月6日下午，习近平在人民大会堂会见了冯德莱恩。习近平表示中欧应该加强沟通，建立共识，避免误会。在谈到台湾问题时，习表示台湾事关中国利益中的核心，要让中国在此课题上退让，简直是痴心妄想。

### 广州
4月7日，马克龙来到中山大学，并受到师生欢迎。该校在1957年成立法语专业，是中南和华南地区最早成立法语专业的学校。
同日下午，习近平和马克龙在松源镇举行非正式会唔。习向马克龙介绍了中华人民共和国如何现代化。马克龙回复真正的友谊是互相理解和尊重的，并称赞中国支持欧洲和法国独立自主和团结统一。他还表示愿意和中华人民共和国互相承认领土完整，加强多个领域的合作。
4月7日晚，两国发表了《法兰西共和国和中华人民共和国联合声明》

## 结果
包括空中客车公司和阿尔斯通在内的法国商界人士一同出访。
马克龙在访问期间宣布空中客车公司将会在中华人民共和国新建一条总装线。空中客车公司也会在天津新建另一条具备生产A320和A321的总装线。中华人民共和国还购买了价值200亿美元的150架A320系列飞机和10架A350-900宽体飞机。
法国电力集团和中国广核集团续签了自2007年起的全球合作协议。该协议涵盖了核电站的设计、建造和运营。除此之外，达飞海运集团和中国远洋运输集团以及上海国际港务签署协议减少排放保护环境。
双方还在多个领域展开合作，例如Engie和万华化学、中国国家铁路集团签署海水淡化合作项目，拓展三方在环保领域的合作。阿尔斯通在成都地铁测试新系统。莱雅和阿里巴巴签暑3年合作协议。